# Lucien Storme
Pour les articles homonymes, voir Storme.
 (décembre 2022).
Si vous disposez d'ouvrages ou d'articles de référence ou si vous connaissez des sites web de qualité traitant du thème abordé ici, merci de compléter l'article en donnant les références utiles à sa vérifiabilité et en les liant à la section « Notes et références ».
Lucien Storme, né le 18 juillet 1916 à Neuve-Église et mort le 10 avril 1945, est un coureur cycliste belge. Considéré comme un grand espoir du cyclisme belge, il remporta notamment Paris-Roubaix en 1938. Il participe en 1939 à son premier Tour de France  où il abandonne, gagnant cependant une étape.
Il est arrêté à Armentières en décembre 1942 par la gendarmerie française alors qu'il se livrait à de la contrebande, son camion étant tombé en panne. Après avoir été d'abord en prison à Lille-lez-Loos puis Saint-Gilles (Bruxelles)Il fut envoyé au camp de Siegburg. Il est encore vivant le 10 avril 1945, jour de la libération de cette prison par les Américains. Dans la confusion de la Libération, Lucien Storme essaie de fuir en grimpant sur le mur de l'enceinte de la prison. Il n'obtempère pas aux injonctions d'un militaire américain qui lui intime l'ordre de s'arrêter. Le soldat américain tire et l'atteint mortellement d'une balle dans la nuque. Alors âgé de 28 ans, Lucien décèdera sur place.

## Biographie
Lucien Storme est né pendant la Première Guerre mondiale à Neuve-Église, le 18 juin 1916. Il était le deuxième des huit enfants nés de Louise Huyghe et d'Henri Storme.
La famille habitait le quartier « De Zwijnebak » près de la Douvebeek. Pendant les années de reconstruction d'après-guerre (1920), en plus des activités agricoles, les parents de Lucien tenaient également un café appelé « De Briek », un nom faisant référence à un four de campagne (briques). Le soir, les visiteurs écoutaient les retransmissions radio des courses cyclistes dans le café. C'est le premier contact de Lucien avec le cyclisme.
Son oncle, Albert Vandenberghe, a remarqué à quel point Lucien était obsédé par le vélo. Lorsque l'oncle Albert a gagné un vélo dans une partie de billard, il l'a donné à Lucien qui en a profité.

### Ses débuts
Lucien Storme commence sa carrière cycliste en 1935 en tant que junior et n'a pas déçu. Il remportera les courses d'Armentières et de Roubaix (tous deux en France). Il devient membre du club Les Halles Sportives Lilloises et participe entre autres aux compétitions suivantes : Gent-Wevelgem (5e), Bissegem (2e), Gent-Menin (1er), Paris-Roubaix (5e), circuit France-Flandres, Prix de l'Escaut français et Derby du Nord.
À partir du 2 juin 1936, il court en tant que professionnel et le 9 juin, il prend le départ du Tour de Belgique. Lucien terminera la première étape à la 80e place, mais le lendemain avec un passage dans sa région et une arrivée à La Panne, Lucien était déjà 12e. Lucien Storme remportera la quatrième étape d'Anvers à Liège, et a terminé juste devant son ami local Rémi Capoen de Dikkebus. Cependant, lors de la cinquième étape, Lucien a dû abandonner à cause d'un cadre de vélo cassé. Cette année-là, il a couru de nombreuses autres courses : Prix de Calais (3e), Paris-Amer[Quoi ?] (5e), Paris-Arras (5e), Paris-Lens (4e), Paris-Henin (9e), Marchiennes (4e) et Grand Prix de Valenciennes (1er) où les cyclistes indépendants et professionnels ont roulé ensemble.

### Service militaire
En 1937, Lucien effectue son service militaire à Zellik dans le 1er Régiment de Grenadiers, un régiment antichar. En septembre 1937, il termine son service et il peut continuer sa carrière de cycliste.

### Professionnel à partir du  18 février 1938
À partir du 18 février 1938, Lucien a pu débuter dans l'équipe d’André Leducq de la formation Mercier grâce à Albert Bafcop de Kemmel, le correspondant local du journal Sportwereld. Dans le typique maillot vert foncé aux épaules violettes, il commence la saison cycliste le 27 mars 1938 lors de la course Anvers-Gand-Anvers : il termine tout de même 13e malgré des problèmes mécaniques. Le 3 avril, il a pris la 10e place de l'Omloop van de Vlaamse Gewesten. Une semaine plus tard, lors du Tour des Flandres, il a dû abandonner en raison de problèmes mécaniques.

### Paris-Roubaix 1938
Paris-Roubaix a eu lieu le jour de Pâques le 17 avril 1938. Ce fut une course dans laquelle les coureurs ont souffert d'un fort vent de face du début à la fin de la course. Dans les derniers kilomètres, Lucien roule derrière Sylvère Maes et Louis Hardiquest, les dépasse et accélère. Maes n'a pas pu suivre le rythme et est lâché. Hardisquest suit le rythme imposé par Storme et tous deux dépassent Robert Oubron après avoir passé de peu des barrières ferroviaires qui s’abaissaient. ils se lancent à la poursuite de Jan Lauwers qui était désormais en tête et réussissent à le rattraper. Seulement Lucien crève à quatre kilomètres de l'arrivée. Pourtant, il a rattrapé Hardiquest et l'a dépassé. Lucien Storme a gagné avec une avance d'environ 10 mètres. Ce sera sa plus belle victoire de sa carrière débutante.
Après sa glorieuse victoire, Lucien Storme a été honoré à Neuve-Église en compagnie de ses amis coureurs Gaston Rebry et Emiel Decroix. Au quartier "Le Trompe", ils ont été accueillis par les jeunes de Neuve-Église qui les ont accueillis avec des bouquets de fleurs. Les deux compagnies de musique de Neuve-Église les ont également accompagnés jusqu'au centre du village où une foule de personnes les attendait. Ils ont été reçus solennellement à la commune et honorés de nombreux discours prononcés par des personnalités de premier plan.

### Sa carrière comme professionnel
Après Paris-Roubaix, Lucien a couru encore quelques courses sur piste. Il a ensuite couru les courses sur piste Paris-Tours, le Tour de Belgique, Circuit de Paris où il a terminé 6e. Dans le Championnat de Belgique, il a d'abord pris une position d'attaque mais a dû abandonner lorsque son guidon s'est cassé. Au Circuit de Roanne, il a terminé 5e puis il a participé au Tour de Suisse. Ici, il a abandonné dans la 4e étape. Fin août, il remporte le Tour de Wizernes et un peu plus tard il participe à Paris-Rennes.
Le 15 mars 1939, Lucien participe à Paris-Nice et se classe 6e. Il a remporté le championnat des clubs Menen Sportief. Au Tour des Flandres, il avait d'abord pris un bon départ et était en bonne position au Kwaremont, mais il a ensuite dû faire face à la malchance : d'abord sa chaîne est tombée, puis une rupture de roue. En mars, il a également participé à Anvers-Gand-Anvers.
Le dimanche 12 avril 1939, il roule à Paris-Roubaix. Il compte sur une répétition de l'année dernière. Il est le premier à passer sur les coteaux de la Côte du Pecq et de la Côte de Doullens. À 30 kilomètres de l'arrivée, il a eu un pneu cassé et comme les secours tardent, il perdra toute ses chances de renouveler sa victoire de 1938. À Paris-Bruxelles le 18 avril 1939 il est 3e. Au Tour de Morbihan, qui s'est déroulé sur deux jours, il a terminé à la septième place. Puis Paris-Rennes, Paris-Sedan (4e), Paris-Saint-Étienne (une course qui s'est déroulée en deux jours) dans laquelle il remportera la deuxième étape et sera troisième du classement général. Un accident dans le circuit de Zuidwest l'obligera à se soigner.
Lucien Storme a été sélectionné pour le Tour de France 1939 en raison de sa performance au printemps. Les attentes étaient élevées et il a su les combler. Lucien a remporté la première partie de la 6e étape Nantes-La Rochelle (la 6e étape se déroulait en deux parties). Trois jours plus tard, cependant, Lucien abandonnera dans la difficile étape de montagne Pau-Toulouse, qui s'est déroulée dans des conditions météorologiques extrêmement mauvaises. Sylvère Maes a remporté ce Tour de France 1939. En raison des tensions internationales, aucune équipe cycliste italienne et allemande n'était présente sur le Tour 1939. Après le Tour de France, Lucien a participé à la Course du Tour des hommes à Bruxelles le 6 août et le 14 au Championnat de Belgique à Liège. En septembre 1939, en plein temps de mobilisation et malgré les limitations associées, il réussit tout de même à faire six courses.

### Mariage
Le 7 décembre 1939, Lucien épousera Marguerite Salembier, fille d'un berger de Neuve-Église. La jeune famille s'installe à Nieuwkerke.

### Années de guerre
À la veille de la Seconde Guerre mondiale, le Tour des Flandres a lieu le 31 mars 1940 et est remporté par Achiel Buysse. Le 10 mai, la guerre éclate avec la campagne des dix-huit jours et il n'est plus question de courir à l'étranger. Cependant, les courses cyclistes ont été rapidement repensées à partir du 11 juillet. Le 4 août, Lucien à Courtrai a obtenu une 10e place. Toujours à Courtrai, le 8 septembre, il atteint la 5e place d'une course avec poursuite sur piste, en compagnie de Vlaeminck et Knockaert. Il remportera la course individuelle sur 60 kilomètres.
Le 15 septembre 1940, il participera au Championnat de Belgique à Wilrijk. C'est lui qui a largement animé la course. Durant les 46 tours à parcourir, il attaque sans cesse. Dans le dernier tour, il est rattrapé et il a dû se contenter de la 12e place. Cependant, tout le monde était d'accord pour dire qu'il était l'homme fort de la course. À Lede, Lucien Storme effectuera sa dernière course le 24 septembre. Les conditions de guerre signifiaient qu'il y avait peu à gagner de la course. De plus, un couvre-feu était en vigueur, provoquant des problèmes de réinstallation. En conséquence, Lucien a décidé de ne pas demander une nouvelle licence de cyclisme pour 1941. Néanmoins, Lucien a continué à s'entraîner dans l'espoir de temps meilleurs.
Entre-temps, la famille Storme-Salembier s'est agrandie avec la naissance de son fils Jacques. À la recherche d'un revenu de remplacement, Lucien se lance dans la contrebande, activité pratiquée par de nombreux habitants des villages frontaliers. Lucien parcourait toute la région frontaière avec sa moto, avant de s'acheter un camion, se spécialisant dans la contrebande de tabac et d'essence. Même un uniforme gris-vert faisait partie de sa tenue.
Le lundi de Pentecôte de mai 1942, il participera à une des rares courses dans la région, le 1er criterium international flamand des As. Mais en décembre 1942, les choses tournent mal : il est arrêté à Armentières et se retrouve à la prison de Loos-lez-Lille (Lille). En sortant du palais de justice de Lille, il tente de s'échapper menotté et portera un coup à un officier allemand. Il se retrouvera emprisonné à la prison de Saint-Gilles près de Bruxelles.

### Camp de prisonniers de Siegburg et mort
Le 6 mars 1943, la police l'emmènera dans le wagon cellulaire d'un train à destination de la prison de Siegburg à 20 km de Cologne. En gare de Liège, il a l'occasion de jeter un papier à travers les fissures de la voiture cellulaire demandant de transmettre cette note à sa femme pour l'informer de son sort. Sur la note figurait le texte suivant : « Lucien Storme - Cycliste – Neuve-Église - Flandre occidentale - Faites savoir à ma femme que je suis transféré en Allemagne et que tout va bien. » Lucien a purgé sa peine à Siegburg et les conditions épouvantables dans ce camp de travail ont fait qu'au bout d'un moment, il ne pesait plus que 62 kilos. À partir d'août 1943, sa situation s'est améliorée et son poids est passé à 85 kilos. Toutes les six semaines, il était autorisé à envoyer à sa femme une lettre écrite en français. La dernière lettre qu'il put envoyer date du 23 mai 1944, quelques semaines avant le Débarquement (6 juin 1944).
Au printemps 1945, les Alliés envahirent l'Allemagne et le 10 avril, le camp de travail de Siegburg est libéré. Dans la confusion qui y régnait, Lucien fit de faux mouvements. Le considérant comme un suspect, un soldat américain fait feu et touchera Lucien d'une balle dans la nuque. Deux heures plus tard, il meurt à l'âge de 28 ans.
L'inhumation de Lucien Storme à Nieuwkerke (Neuve-Église) a eu lieu le 29 avril 1945.

## Palmarès
- Débutants 1935
- Vainqueur à Dikkebus
- Vainqueur à Ypres
- Vainqueur Gand-Menin
- Vainqueur du Grand Prix de St Amand
- 2e au criterium der Hopperstreek
- Vainqueur à Armentières
- Vainqueur  du Circuit de Lens
- Juniors 1935
- Vainqueur à Lecelles
- Vainqueur de Roubaix-Marly-Roubaix
- Vainqueur à Marchiennes
- Vainqueur à Bouvignies
- 5e à Gand-Wevelgem
- 5e à Paris-Roubaix
- Professionnel 1936
- vainqueur de la 4e étape du tour de Belgique( Anvers-Liège)
- 2e au Derby du Nord à Lille
- Vainqueur au Grand-Prix de  Valenciennes
- 3e au Grand-prix de Dourdan
- Vainqueur à Valenciennes
- Vainqueur à Helin
- 3e au Grand-Prix de Calais
- 1937 (service militaire)
- 1938
- Vainqueur Grand prix de la vallée de  l’Aa
- Vainqueur Grand Prix de  Tournai (1er et 2e jour)
- Vainqueur du Paris-Roubaix
- 1939
- vainqueur de la 2e étape de Paris-Saint Étienne (3e du général)
- vainqueur de la 6e étape du Tour de France, Nantes-La Rochelle
- 2e de Paris-Tours
- 3e de Paris-Bruxelles
- vainqueur à Bruxelles (championnat militaires)
- vainqueur à Menin
- 4e à Paris-Sedan
- 1940
- Vainqueur  à Courtrai
- 2e au criterium de Gand